# اختلال شخصیت مرزی
بیماران مبتلا به اختلال شخصیت مرزی (به انگلیسی: Borderline personality disorder (BPD)) در مرز روان نژندی و روان‌پریشی قرار دارند و مشخصهٔ آن‌ها ناپایداری حالت عاطفی و نوسانات خلقی سریع، حس پوچی مزمن، ترس شدید از رها شدن، روابط بین فردی پرتنش و ناپایدار و خودانگارهٔ آن‌هاست. در ICD-10 نیز اختلال شخصیت دارای بی‌ثباتی هیجانی نامیده شده‌است. شخصیت مرزی الگوی فراگیر بی‌ثباتی در روابط بین‌فردی، خودانگاره و عواطف، به همراه تکانشگری، اقدام به خودکشی و افکار خودکشی، آسیب زدن به خود و بُریدن (معمولا سطحی در ساعد و مچ دست و یا آسیب در نواحی ای که کمتر در عموم دیده میشوند)، حس مزمن پوچی و اندیشه‌پردازی پارانویایی گذرا است که در اوایل بزرگسالی (حدود ۳٫۲ درصد بیماران نوجوانان هستند) آغاز شده و در زمینه‌های گوناگون خود را نشان می‌دهد.

## همه‌گیرشناسی
تاکنون هیچ مطالعه‌ای نشده که میزان قطعی شیوع این اختلال را نشان دهد. اما به نظر می‌رسد در یک تا دو درصد از جمعیت وجود داشته باشد و در زن‌ها نیز دو برابر مردها شایع است. شیوع اختلال افسردگی اساسی، اختلالات مربوط به مصرف الکل، و سوء مصرف مواد، در بستگان درجهٔ اول افراد مبتلا به اختلال شخصیت مرزی، بیشتر از جمعیت عمومی است.
به گزارش DSM-5، نرخ شیوع اختلال شخصیت مرزی در جامعه حدود ۱٫۶٪ تخمین زده می‌شود اما ممکن است تا ۵٫۶٪ افزایش یابد. نرخ شیوع این اختلال در خدمات بهداشتی و درمانی اولیه حدود ۶٪، افرادی که به کلینیک‌های بهداشت روانِ سرپایی مراجعه می‌کنند حدود ۱۰٪، و بیمارانی که در بیمارستان‌های روانی بستری می‌شوند حدود۲۰٪ است. شیوع اختلال شخصیت مرزی در گروه‌های سنی مسن تر ممکن است کاهش یابد. همچنین تشخیص این اختلال به صورت قطعی در سنین پایین بسیار دشوار است و تشخیص غالباً افتراقی می شود، از آنجایی که علائم با برخی از دیگر اختلالات بارز شخصیتی همانند است، این مهم دشوار است و در روند درمان به خصوص درمان روانشناسی و روانکاوی درمانگر باید خوب آگاه و آموزش دیده باشد.

## تشخیص
طبق DSM-IV-TR اگر بیماری از اوایل بزرگسالی (یا اواخر نوجوانی، در موارد نادر اوایل نوجوانی) لااقل پنج عدد از ملاک‌هایی را داشته باشد که در جدول فهرست شده‌است، می‌توان تشخیص اختلال شخصیت مرزی را در موردش مطرح کرد. از بررسی‌های زیستی هم می‌توان برای تشخیص کمک گرفت، چنان‌که در برخی از بیماران مبتلا به اختلال شخصیت مرزی، دوره نهفتگی REM کوتاه شده، تداوم خواب مختل است، و نتایج غیرطبیعی در تست فرونشانی دگزامتازون و همچنین آزمون تحریک با هورمون آزاد کننده تیروتروپین دیده می‌شود. اما این تغییرات در برخی از بیماران دچار اختلالات افسردگی هم دیده می‌شود.
علائم این بیماری در نوجوانان تفاوت بارزی با رفتارهای دوران بلوغ دارد، ولی با این حال تشخیص ان در نوجوانی سخت‌تر است. به‌طور کلی این اختلال عموماً به تنهایی رخ نمی‌دهد و با بیماری‌هایی نظیر اختلالات خواب، غذایی، جنسی، رفتاری و غیره رخ می‌دهد.

## ملاک‌های تشخیصی DSM-IV-TR در مورد اختلال شخصیت مرزی
بی‌ثباتی در روابط بین فردی، خودانگاره، و حالت عاطفی، و نیز آشکارا تکانشی بودن، به صورت الگویی نافذ و فراگیر که از اوایل بزرگسالی شروع شده باشد و در زمینه‌های مختلف به چشم آید، که علامتش وجود حداقل پنج عدد از موارد زیر است:
1. انجام تلاش‌های مضطربانه توأم با سراسیمگی برای اجتناب از ترک شدن واقعی یا تصوری. نکته: شامل رفتارهایی نظیر خودکشی یا خودزنی نمی‌شود، این‌ها را جزء ملاک ۵ باید برشمرد.
2. بی‌ثبات و شدید بودن روابط فردی به صورت الگویی که مشخصه‌اش تناوب میان دو قطب افراطی است: آرمانی‌نمایی و بی‌ارزش‌نمایی.
3. اختلال و اشکال در هویت؛ بی‌ثبات بودن واضح و دائم خودانگاره یا احساس فرد در مورد خودش.
4. تکانشی بودن لااقل در دو حوزه از حوزه‌هایی که بالقوه به فرد صدمه می‌زنند. (مثلاً خرج کردن پول، روابط جنسی، سوء مصرف مواد، بی‌ملاحظه رانندگی کردن، شکم بارگی). نکته: شامل رفتارهایی نظیر خودکشی یا خودزنی نمی‌شود؛ اینها را جزء ملاک ۵ باید برشمرد.
5. رفتار، ژست، یا تهدید به خودکشی به صورت مکرر، یا خود زنی‌های مکرر.
6. بی‌ثباتی در حالت عاطفی به صورت واکنش‌پذیری آشکار خلق (مثل ملال، تحریک‌پذیری، یا اضطراب شدید و حمله‌ای [اپیزودیک] که چند ساعتی طول بکشد و خیلی به ندرت هم بیش از چند روز).
7. احساس پوچی مزمن.
8. نامتناسب و شدید بودن خشم یا دشواری در تسلط بر خشم (مثلاً تندخو شدن‌های پیاپی، خشمگین بودن دائمی، نزاع کردن‌های مکرر).
9. بروز افکار بدگمانانه (پارانوئید) یا علایم شدید تجزیه‌ای به صورت گذرا و در مواقع فشار روانی (استرس).[۴]

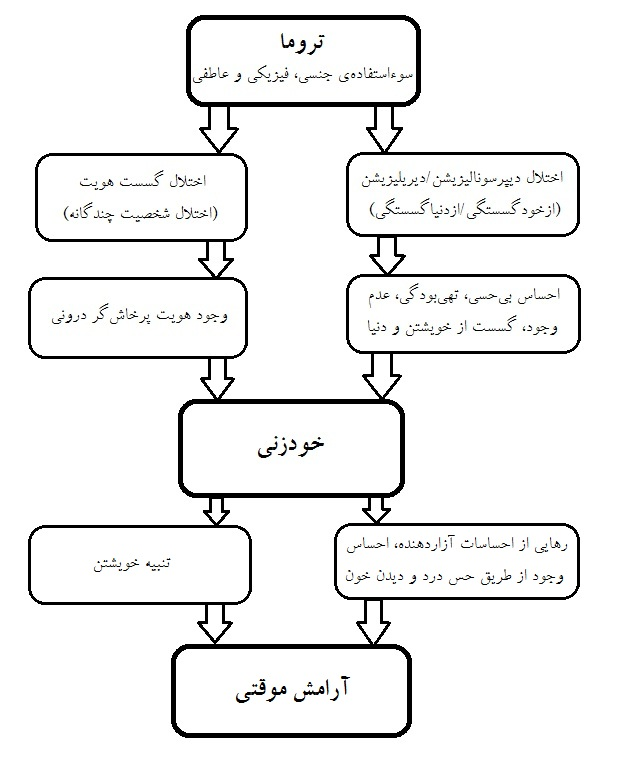
مدل پیشنهادی نوبخت و داله (2017) برای تبیین ارتباط بین سابقهٔ تروما و سوءاستفادهٔ کودکی، علایم گسستگی (تجزیه‌ای) و خودزنی. احساس بی‌حسی، پوچی و تهی‌بودگی، که از نشانه‌های اختلال شخصیت مرزی است، می‌تواند فرد را به سمت خودزنی سوق دهد.

## خصایص بالینی
بیماران دچار اختلال شخصیت مرزی تقریباً همیشه به‌نظر می‌رسد که در بحران به سر می‌برند. چرخش‌های سریع خلق در این‌ها شایع است: یک لحظه ممکن است نزاع‌طلب باشند، لحظهٔ بعد افسرده و لحظه‌ای دیگر شاکی از این که هیچ احساسی ندارند. این‌گونه بیماران ممکن است حملات روان‌پریشی با عمر کوتاه داشته باشند که اصطلاحاً حملات میکرو سایکوتیک خوانده می‌شود، اما حملات شدید و تمام‌عیار روان‌پریشی در این‌ها دیده نمی‌شود؛ در واقع علایم روان‌پریشی که بیماران دچار اختلال شخصیت مرزی پیدا می‌کنند، تقریباً همیشه محدود، گذرا، و مشکوک است. رفتار این‌گونه بیماران بسیار غیرقابل پیش‌بینی است و از همین رو آن‌ها تقریباً هیچ‌وقت به آن مقدار کارایی که در توانشان هست، دست نمی‌یابند. دردناک بودن ذاتی زندگی آن‌ها در خودزنی‌های مکرر آن‌ها مشهود است. این‌گونه بیماران برای جلب کمک دیگران، ابراز خشم، یا برای کرخت کردن خود در برابر حالت عاطفی فلج‌کننده‌ای که دارند، ممکن است رگ دست خود را بزنند یا به اشکال دیگری خودزنی کنند.

### حملات روان‌پریشی
گاهی ممکن است حملات روان‌پریشی به شکل اختلال در واقعیت سنجی، توهم و هذیان به شکل کوتاه مدت داشته باشند که به عنوان حملات میکرو سایکوتیک نامیده می‌شود، ولی حملات شدید و تمام‌عیار روان‌پریشی مانند اختلال هذیانی یا اسکیزوفرنی در این‌ها دیده نمی‌شود؛ در واقع علایم روان‌پریشی که بیماران دچار اختلال شخصیت مرزی پیدا می‌کنند، تقریباً همیشه محدود، گذرا، و جزئی است. رفتار و کردار این بیماران بسیار غیرقابل پیش‌بینی است و به همین علت تقریباً هیچ وقت به کارایی و توانمندی کامل که در توانشان هست، دست نمی‌یابند.
زندگی آنها پر از درد و رنج است؛ این مطلب در خود زنی‌های تکراری آنها مشهود است. این بیماران برای جلب کمک و توجه از دیگران، ابراز خشم می‌کنند یا برای کرخت کردن خود در برابر حالت عاطفی فلج‌کننده‌ای که دارند، ممکن است رگ دست خود را بزنند یا به انواعی دیگری از خودزنی اقدام کنند.
مدلی که توسط حبیب نوبخت نیارق و کارل اینگوار داله (2017) برای تبیین ارتباط بین سابقهٔ تروما و سوءاستفادهٔ در کودکی، علایم گسستگی (تجزیه‌ای) و خودزنی پیشنهاد شده‌است، نشان می‌دهد چگونه احساس بی‌حسی، پوچی و تهی‌بودگی، که از نشانه‌های اختلال شخصیت مرزی است، فرد را به سمت خودزنی سوق می‌دهد.
بیماران دچار اختلال شخصیت مرزی چون احساس وابستگی و خصومت را هم‌زمان دارند، روابط بین فردیشان آشفته و به هم ریخته‌است. ممکن است به کسی که احساس نزدیکی با او می‌کنند، وابسته شوند، و از طرف دیگر نسبت به دوستان صمیمی خود هم اگر احساس سرخوردگی پیدا کنند، خشمی بسیار زیاد ابراز می‌کنند. بیماران دچار اختلال شخصیت مرزی نمی‌توانند تنهایی را تحمل کنند و برای تشفی خود حتی به نحوی دیوانه‌وار به جستجوی ایجاد رابطه بر می‌آیند، ولو این رابطه برای خودشان ارضا کننده نباشد. آن‌ها برای رفع تنهایی خود حتی اگر دیری هم نپاییده باشد، با غریبه‌ها دوست می‌شوند یا به بی‌بندوباری می‌افتند. آن‌ها اغلب از احساس مزمن پوچی و بی‌حوصلگی و فقدان احساس هویتی یکدست (ابهام در هویت) شاکی‌اند، و وقتی تحت فشار قرار می‌گیرند، از این شکایت می‌کنند که اکثر اوقات علیرغم ابراز شدید حالات عاطفی دیگر بسیار افسرده‌اند.
اتو کرنبرگ، سازوکاری دفاعی به نام همانندسازی فرافکنانه را وصف کرده‌است که بیماران دچار اختلال شخصیت مرزی به‌کار می‌برند. در این سازوکار دفاعی بدوی، فرد جنبه‌های غیرقابل تحمل خود را به فردی دیگر فرافکنی (project) می‌کند و به این ترتیب او را وادار به ایفای نقش می‌کند که به او فرافکنی شده‌است، در نتیجه هر دو به شکلی واحد عمل می‌کنند. درمانگر باید از این روند به خوبی آگاه باشد تا بتواند با این‌گونه بیماران رفتاری خنثی در پیش بگیرد.
اکثر درمانگران بر این باورند که بیماران دچار اختلال شخصیت مرزی در آزمون‌های ساختارمندی مثل مقیاس هوشی وکسلر برای بزرگسالان (WAIS) قدرت استدلال متعارفی از خود نشان می‌دهند و تنها در آزمون‌های ساختار نیافته فرافکنانه‌ای مثل آزمون رورشاخ است که اختلالات مربوط به روند (پردازش) فکر در آن‌ها قابل رویت می‌شود.
کارکرد بیماران مبتلا به اختلال شخصیت مرزی نیز به گونه‌ای است که روابط آن‌ها مختل می‌شود، چون همهٔ افراد را یا خوب مطلق می‌پندارند یا بد مطلق؛ یعنی افراد به نظر آن‌ها یا حامی آن‌هایند و لذا باید به آن‌ها دل بست، یا منفور و آزارگرند (سادیست) و احساس امنیت آن‌ها را مختل می‌کنند، چون همین که ببینند بیمار به آن‌ها وابسته شده، او را ترک می‌کنند و از این رو تهدیدی برای او محسوب می‌شوند. در نتیجه این دونیم‌سازی است که بیمار، افراد خوب را آرمانی می‌بیند و افراد بد را به کلی فاقد ارزش. به همین دلیل است که این بیماران هر زمان از فرد یا گروه متفاوتی حمایت می‌کنند. برخی از بالین‌گران مشخصه‌های اصلی بیماران مبتلا به اختلال شخصیت مرزی را با این مفاهیم ذکر می‌کنند: هراس عام (panphobia؛ همه‌چیز هراسی)، اضطراب عام (pananxiety؛ از همه‌چیز مضطرب شدن)، دودلی عام (panambivalence؛ در همه‌کار دو دل بودن)، و رفتار جنسی آشوبناک (chaotic sexuality).

## اختلال شخصیت مرزی از نگاه نظریهٔ روانکاوی
نظریهٔ روانکاوی جامع‌ترین تبیین‌ها را برای اختلال شخصیت مرزی به دست داده‌است. بنا به این نظریه این‌گونه مردمان جای پایی در دنیای واقعی استوار می‌کنند اما هنگام مواجهه با تعارض، به جای دفاع‌های پیشرفته از دفاع‌های ابتدایی تری از قبیل «انکار» سود می‌جویند (کرنبرگ، ۱۹۷۹). شخصیت‌های مرزی به علت نارسایی در ارتباط با سرپرستان خود در دوران اولیه کودکی، نگرشی نارسا و نابسنده از خویشتن و دیگران دارند. سرپرستان آنان از وابسته بودن کودک به خویش بیشتر خرسند می‌شوند، و بنابراین نه تنها او را برای رسیدن به احساس تفرد و استقلال تشویق و ترغیب نمی‌کنند بلکه حتی ممکن است این قبیل تلاش و کوشش کودک را با تنبیه روبرو سازند. به این ترتیب است که این‌گونه مردمان هرگز یادنمی‌گیرند که نگرش به خود را به صورت تمام و کمال متمایز از نظر دیگران سازند. همین امر موجب حساسیت افراطی آنان به نگرش دیگران دربارهٔ خودشان، و امکان وادادن و تسلیم به مردمان دیگر می‌شود. بر این اساس، وقتی احساس کنند دیگران طردشان کرده‌اند، خودشان هم خود را طرد کرده و دست به تنبیه و جرح خویشتن می‌زنند.
کسانی که اختلال شخصیت مرزی دارند علاوه بر نارسایی یاد شده، هرگز نتوانسته‌اند جنبه‌های مثبت و منفی خودپنداره‌ی خویش یا برداشت از دیگران را یکپارچه کنند. علت این امر در رفتار سرپرستان آن‌ها در دوران کودکی آنان است که هرگاه کودک وابسته به آنان و تسلیم آنان باشد او را با پاداش مواجه می‌سازند اما تلاش‌های کودک را برای استقلال و جداشدن از سرپرست با خصومت و طرد روبرو می‌کنند. به این ترتیب است که شخصیت‌های مرزی خودشان و دیگران را به صورت «یکپارچه خوب» یا «سراسر بد» می‌بینند و بین این دو در تردید می‌مانند. این فرایند را «دوپارگی» نامیده‌اند. تغییرپذیری و نوسان هیجان‌ها و نگرش به روابط‌شان برخاسته از همین دوپارگی است.
پژوهش‌های دیگری دربارهٔ مردمانِ گرفتار این اختلال نشان از پیشینه بهره‌کشی جسمانی و جنسی از آنان در کودکی دارد (پری؛ ۱۹۹۳). این قبیل بهره‌کشی منجر به اختلال‌هایی در تشکیل خودانگاره شخص شده و همین اختلال‌ها به زعم غالب نظریه پردازان، هسته مرکزی در اختلال شخصیت مرزی را می‌سازد. علاوه بر این، وقتی والدین یا سرپرستان کودک، گاهی بهره‌کش و گاهی پر از محبت و عطوفت باشند این نوسان، خود می‌تواند موجب بی‌اعتمادی عمیق کودک به دیگران و گرایش به یکپارچه خوب یا سراسر بد دانستن دیگران گردد.

## نظریه روابط موضوعی
نظریه روابط موضوعی، گونه مهمی از نظریه تحلیل روانی، بر این موضوع تمرکز دارد که کودکان به چه شیوه‌ای تصورات خود را از اشخاصی که برایشان اهمیت دارند، مانند پدر و مادرشان، درونی (یا درون‌فکنی) می‌کنند. به دیگر سخن، موضوع اصلی این است که کودکان چگونه با کسانی که نسبت به آن‌ها دلبستگی‌های عاطفی قوی دارند، همانندسازی می‌کنند. این تصاویر درونی شده (بازنمایی‌های موضوع) قسمتی از من شخص می‌شود و بر نحوه واکنش شخص به دنیا تأثیر می‌گذارد. اما ارزش‌های درون فکنی شده ممکن است با آرزوها و آرمان‌های شخص در بزرگسالی تعارض پیدا کنند - برای مثال، اگر زنی در سنین دانشگاه که عقیده مادرش دربارهٔ نقش شایسته برای یک زن را پذیرفته‌است، به سمت آرمان‌های نوین فمینیسم کشیده می‌شود، چنین تعارضی پیش خواهد آمد.
نظریه‌پرداز پیشگام روابط موضوعی، اوتو کرنبرگ است که مطالب گسترده‌ای دربارهٔ BPD نوشته‌است. کرنبرگ (۱۹۸۵) مطرح کرد که تجارب نامطلوب کودکی - برای مثال، داشتن پدر و مادری که به گونه‌ای بی‌ثبات عشق و توجه ارائه می‌کنند، احتمالاً پیشرفت‌ها و موفقیت‌ها را تحسین می‌کنند اما از ارائه حمایت عاطفی و محبت و صمیمیت ناتوانند - باعث می‌شود که کودکان بازنمایی‌های موضوعی مختلی را درونی کنند که در یکپارچه کردن جنبه‌های مهرآمیز و نامهرآمیز کسانی که به آن‌ها نزدیک اند، واقع نمی‌شوند. در نتیجه این روابط موضوعی مختل، منِ نا ایمن پدید می‌آید که ویژگی اصلی BPD است.
اگرچه اشخاص دچار BPD، منِ ضعیف و شکننده‌ای دارند و به اطمینان بخشی مداوم نیاز دارند، توانایی آزمون واقعیت را حفظ می‌کنند. اما با وجود اینکه با واقعیت در تماس هستند، اغلب درگیر مکانیسمی دفاعی به نام دونیم‌سازی می‌شوند - یعنی تقسیم کردن چیزها به دو مقوله کاملاً خوب یا کاملاً بد و ناتوانی از تلفیق جنبه‌های مثبت و منفی شخصی دیگر یا خود در یک کل یکپارچه. این گرایش باعث دشواری بیش از اندازه در تنظیم و تعدیل هیجان‌ها می‌شود؛ زیرا اشخاص دچار BPD دنیا، از جمله خودشان، را به گونه سیاه و سفید می‌بینند. ممکن است درمانگرشان را یک هفته انسانی کامل و بی‌نقص تصور کنند که می‌تواند آن‌ها را از درد و آشفتگی برهاند، اما هفته بعد اگر درمانگر به دلیلی در دسترس نباشد، ممکن است به شدت عصبانی شوند. ایدئال سازی نزد افراد با اختلال شخصیت مرزی بسیار خطرناک است بخاطر اینکه تجربیات متناقض بیشتری را برای بیماران ایجاد می‌کند وقتی که «خود» یا «موضوع» از برآوردن انتظارات غیر منطقی عاجز است؛ این پدیده عموماً منجر به تغییر ناگهانی ارزش زدایی یا تخریب «خود» یا موضوع ایدئال قبلی می‌شود. فرایند دو نیم‌سازی و استفاده همزمان از ایدئال سازی و بی‌ارزش سازی همچنین تجربه درمانی را مشکل می‌سازد و تخلیه عاطفی همچنین نتیجه انتقال شدید و انتقال متقابل است. بیماران با اختلال شخصیت مرزی همچنین وابسته به دفاع از فرافکنی و فرافکنی هویت در تقلا هستند؛ تا خودشان را از احساس شدید پرخاشگری خلاص کنند (کلارکین و همکاران، ۲۰۰۶؛ کلارکین و کرنبرگ، ۱۹۹۳). فرافکنی زمانی اتفاق می‌افتد که شخص، احساسات شدید خودش را به شخص دیگری نسبت بدهد و این احساسات جابجا شده را ناشی از شخصی که مخالفشان است بنگرد. فرافکنی هویت این فرایند را می‌گیرد و یک گام فراتر می‌رود. نتیجه‌اش این است که فرد احساسات منفی خودش را به درون شخص دیگری می‌گذارد درحالی‌که همزمان آن احساسات و عواطف را از آن شخص بیرون می‌کشد (کلارکین و همکاران، ۲۰۰۶؛ کلارکین و کرنبرگ، ۱۹۹۳). متأسفانه، فرافکنی و فرافکنی هویت منجر به تمایل به کنترل کردن فردی می‌شود که احساسات فرافکنی شده را حمل می‌کند یا ترسی را همراه با موضوع فرافکنی شده هویت رشد می‌دهد. نهایتاً دفاع از انکار کردن به فرد با اختلال شخصیت مرزی این اجازه را می‌دهد تا همه چیز را نفی کند و احساسات خشونت‌آمیز و ناامیدانه گذشته را از احساسات حال حاضرشان جدا می‌کند. اتکا مداوم به این مکانیسم دفاعی در بزرگسالی منجر به مشکلات قابل توجهی در حوزه روابط بین فردی برای مراجعان با اختلال شخصیت مرزی می‌شود.

## تشخیص افتراقی
اختلال دوقطبی
برخی علائم اختلال شخصیت مرزی از اختلال دوقطبی به دلیل شباهت و نقطه مشترک در نوسانات خلقی گاهی همپوشانی دارند اما نوسان خلقی ایجاد شده توسط اختلال دوقطبی به دو گونه افسردگی و یا شیدایی خود را نشان می‌دهد در حالی که افراد مبتلا به شخصیت مرزی نوسانات را به صورت طیفی گسترده تر از احساسات نظیر خشم، ترس از رهایی واقعی یا تصور شده، و سایر علائم را تجربه می‌کنند و ممکن است از برای رهایی از درد روانی خود دست به آسیب به خود یا خودکشی بزنند و مشکلات آنها به صورت الگوهای رفتاری ریشه دار در شخصیت شان خود را نشان میدهد و هیپومانیا یا مانیا که برای تشخیص اختلال دوقطبی ضروری ست، در شخصیت مرزی وجود ندارد مگر در مواردی خاص که شخص مبتلا به هردوی اختلال دوقطبی و اختلال شخصیت مرزی باشد. در ضمن هیپومانیا (شیدایی خفیف) ایجاد شده توسط اختلال دوقطبی نوع دو حداقل سه روز دوام دارد در حالی که نوسانات خلقی اختلال شخصیت مرزی بسیار سریعتر (در عرض چند ساعت یا حتی دقیقه ای) رخ می‌دهند.
افتراق بیماران مرزی از اسکیزوفرنی بر این اساس ممکن است که در بیماران مرزی، حملات روان‌پریشی، اختلال فکر، یا سایر علایم کلاسیک اسکیزوفرنی، هیچ‌وقت به مدت طولانی وجود ندارد. بیماران دچار اختلال شخصیت اسکیزوتایپی نیز نحوه تفکری بسیار منحصر به فرد، افکاری عجیب، و افکار مکرر انتساب به خود دارند. مشخصه بیماران مبتلا به اختلال شخصیت پارانوئید، وجود شکاکیت مفرط است. بیماران دچار اختلال شخصیت مرزی عموماً احساس مزمن پوچی و حمله‌های کم دوام روان‌پریشی دارند؛ تکانشی عمل می‌کنند و توقع روابطی غیر متعارف دارند؛ ممکن است خودزنی کنند و دست به خودکشی‌هایی فریبکارانه بزنند.

## سیر و پیش آگاهی
این اختلال کم و بیش با ثبات است، به‌طوری‌که بیماران در طول زمان تغییر چندانی نمی‌کنند. در مطالعات طولی دیده نشده که به اسکیزوفرنی تبدیل شود، اما میزان بروز حملات افسردگی اساسی در این بیماران زیاد است. این تشخیص معمولاً پیش از چهل سالگی مطرح می‌شود، چون در این دوره است که بیمار باید برای شغل، ازدواج، و سایر مسائل مهم خود تصمیم بگیرد و به انتخاب دست بزند، ولی نمی‌تواند با این مراحل که در چرخه زندگی به‌طور طبیعی پیش می‌آید، درست برخورد کند.

## درمان
در زیر خلاصه‌ای از دستورالعمل‌های انجمن روان‌پزشکی آمریکا را برای درمان این اختلال ارائه کرده‌است البته قبل از آن:
یکی از بهترین نوع درمان‌ها را می‌توان برنامه‌های ۱۲ قدمی دانست.
در رابطه با این بیماری، انجمن ۱۲ قدمی و رایگان «وابستگان گمنام» گزینهٔ مناسبی است که به انجمن «کُدا» (CODA) نیز معروف می‌باشد که با جستجویی ساده در گوگل، نشانی جلسات آن در هر شهر را می‌شود به راحتی پیدا کرد.
بهبود یافتن در این انجمن، مانند انجمن‌های ۱۲ قدمی دیگر، بر اساس تجربه بهبودی اعضا می‌باشد؛ ولی در ادامه:
- نباید انتظار داشت که درمان کوتاه مدت باشد.
- یک رابطه قوی مبتنی بر کمک و یاری میان بیمار و درمانگر برقرار می‌شود.
- مسئولیت‌ها و نقش‌های بیمار و درمانگر به روشنی و وضوح تبیین می‌شوند.
- درمانگر فعال و هدایت‌کننده است. نه این که صرفاً شنونده‌ای منفعل باشد.
- بیمار و درمانگر به صورت متقابل سلسله مراتبی از اولویت‌ها ارائه می‌دهند.
- درمانگر با همدلی به بیمار اعتبار می‌بخشد و نیاز او را به کنترل رفتارش برطرف می‌کند.
- به تدریج که شرایط جدید (و از جمله استرس‌های جدید) پدید می‌آیند، انعطاف‌پذیری لازم خواهد بود.
- حد سازی، که ترجیحاً از جانب دو طرف مورد توافق قرار گرفته باشد، مورد استفاده قرار می‌گیرد.
- به صورت هم‌زمان از رویکردهای فردی و گروهی استفاده می‌شود.

روان‌درمانی:
در مورد روان‌درمانی افراد مبتلا به اختلال شخصیت مرزی – که درمان انتخابی آنهاست – تحقیقات بسیاری شده‌است. اخیراً دارو درمانی را هم برای میل به بهترین نتایج، به این برنامه درمانی افزوده‌اند.
روان‌درمانی برای بیمار و درمانگر به یک اندازه دشوار است. این بیماران به راحتی دچار واپس روی می‌شوند، تکانه‌های خود را مورد کنش نمایی قرار می‌دهند، و انتقالی پیدا می‌کنند که اعم از مثبت یا منفی، از دو حال خارج نیست: یا متزلزل است یا محکم و لایتغیر، و در هر دو حال روانکاوی این انتقال دشوار است. همانندسازی فرافکنانه هم ممکن است در انتقال متقابل مشکلاتی ایجاد کند، مگر آنکه درمانگر به این نکته واقف باشد که بیمار به‌طور ناخودآگاه دارد کاری می‌کند که درمانگر مجبور شود رفتار خاصی را کنش نمایی کند. دو نیم‌سازی به عنوان سازوکاری دفاعی باعث می‌شود که بیمار نسبت به درمانگر و سایر افراد دور و برش زمانی احساس عشق و محبت، و زمانی دیگر احساس نفرت پیدا کند. رویکردی معطوف به واقعیت مؤثرتر از تفسیر عمیق ناخودآگاه بیمار است.
درمانگران از رفتار درمانی هم برای مهار تکانه‌ها و فوران‌های خشم بیمار و برای کم کردن حساسیت او به انتقاد و طرد استفاده کرده‌اند. پرورش مهارت‌های اجتماعی به ویژه با استفاده از تماشای مجدد فیلم ویدئویی رفتاری‌های خود، مفید است و باعث می‌شود که بیمار بتواند اثر اعمالش را بر دیگران ببیند و از این طریق، رفتار بین فردی خود را بهتر کند.
بیماران مبتلا به اختلال شخصیت مرزی اگر در محیط‌های بیمارستانی تحت روان‌درمانی فشرده – هم فردی و هم گروهی – قرار بگیرند، نتیجه خوبی به دست می‌آید. در این محیط‌ها همچنین کارکنان آموزش دیده‌ای که در مکاتب و رشته‌های مختلف ورزیده‌اند، وجود دارند و با آن‌ها کار می‌کنند و در نتیجه آن‌ها از درمان‌های گوناگونی مثل کاردرمانی، تفریح درمانی و حرفه درمانی سود می‌برند. این برنامه‌های خاص زمانی مفید واقع می‌شوند که محیط خانه بیمار به‌دلیل تعارض‌های درون خانوادگی یا فشارهای روانی دیگری مثل بدرفتاری والدین، به توانبخشی بیمار ضرر برساند. در محیط حفاظت شده بیمارستان می‌توان برای بیمار مبتلا به اختلال شخصیت مرزی که بسیار تکانشی است و خودزنی‌های فراوان می‌کند، محدودیت وضع کرد و او را تحت نظر قرار داد. مطلوب آن است که بیمار آن قدر در بیمارستان بماند که بهبود قابل توجهی در وی دیده شود و این در برخی از موارد، تا یک سال هم ممکن است طول بکشد. سپس می‌توان بیمار را مرخص کرد و او را به نظام‌های حمایتی ویژه‌ای مثل بیمارستان‌های روزانه، بیمارستان‌های شبانه، و خانه‌های سر راهی سپرد. شکل خاصی از روان درمانی موسوم به رفتار درمانی جدلی (DBT) برای درمان اختلال شخصیت مرزی به کار رفته‌است، به ویژه برای بیمارانی که رفتارهای شبه خودکشی نظیر خودزنی‌های مکرر دارند.
دارو درمانی: برای مقابله با خصایص شخصیتی معینی که کارکرد کلی بیمار مبتلا به اختلال شخصیت مرزی را به هم می‌زند، دارو درمانی مفید است. داروهای ضد روان‌پریشی برای مهار خشم، خصومت، و حملات گذرای روان‌پریشی به کار می‌رود. داروهای ضد افسردگی، خلق افسرده را که در این بیماران شایع است، بهبود می‌بخشد. مهارکننده‌های مونوآمین اکسیداز (MAOIها) در برخی از بیماران برای میزان کردن رفتار تکانشی آن‌ها مؤثر بوده‌است. بنزودیازپین‌ها به ویژه آلپرازولام برای رفع اضطراب و افسردگی مفید است، منتها در برخی از بیماران با مصرف این دسته از داروها مهارگسیختگی دیده شده‌است. داروهای ضد صرع مثل کاربامازپین ممکن است کارکرد کلی برخی از بیماران را بهتر کند. داروهای سروتونرژیک مثل مهارکننده‌های انتخابی باز جذب سروتونین (SSRIs) نیز در برخی از بیماران مفید بوده‌است.

## پی‌نوشت
1. ↑  Aarkrog T (1990). Edvard Munch: The Life of a Person with Borderline Personality as Seen Through His Art [Edvard Munch, et livsløb af en grænsepersonlighed forstået gennem hans billeder]. Danmark: Lundbeck Pharma A/S. ISBN 978-8798352419.
2. ↑  Wylie, Harold W. Jr. (1980). "Edvard Munch". The American Imago; A Psychoanalytic Journal for the Arts and Sciences. Baltimore, Maryland: Johns Hopkins University Press. 37 (4): 413–443. JSTOR 26303797. PMID 7008567.
3. ↑  کتاب راهنمای جامع DSM-5
4. 1 2 3 4 5 6 7 8 9  هارولد کاپلان و بنیامین سادوک، چکیده روان‌پزشکی بالینی، دو:‎ ۴۲۱.
5. ↑  گنجی، مهدی (۱۳۹۲). [۱۳ «اختلالات شخصیت»] مقدار |نشانی فصل= را بررسی کنید (کمک).  در گنجی، حمزه. آسیب‌شناسی روانی بر اساس DSM-5. ج. دوم. تهران: ساوالان. ص. ۲۴۳. شابک ۹۷۸-۹۶۴-۷۶۰۹-۸۰-۷.
6. ↑  هارولد کاپلان و بنیامین سادوک، چکیده روان‌پزشکی بالینی، دو:‎ ۴۲۱.
7. 1 2  «The prevalence of deliberate self-harm and its relationships to trauma and dissociation among Iranian young adults (2017(». Journal of Trauma & Dissociation. Taylor & Francis. doi:10.1080/15299732.2016.1246397.
8. 1 2 3  اتکینسون، ریتا ال (۱۳۸۵). زمینه روان‌شناسی هیلگارد. ترجمهٔ محمد نقی براهنی. تهران: رشد. ص. ۵۵۱. شابک ۹۷۸-۹۶۴۷۵۳۷۸۹۶.
9. 1 2 3  کرینگ، آن ام (۱۳۸۸). آسیب‌شناسی روانی. ترجمهٔ حمید شمسی پور. تهران: ارجمند. ص. ۴۹۷. شابک ۹۷۸۶۰۰۹۰۹۳۱۶۸.
10. ↑  فاطمه مرادی (۲۰۲۲-۰۴-۱۰). «اختلال شخصیت مرزی در نوجوانی چیست؛ دلایل و درمان». دریافت‌شده در ۲۰۲۳-۰۳-۳۰.
11. ↑  . به کوشش کلارکین و همکاران. کلارکین و کرنبرگ، ۱۹۹۳. ۲۰۰۶. پارامتر |عنوان= یا |title= ناموجود یا خالی (کمک)
12. 1 2 3 4 5 6 7 8  هارولد کاپلان و بنیامین سادوک، چکیده روان‌پزشکی بالینی، دو:‎ ۴۲۲.